# Kirke
Kirke je leta 1922 napisana drama Alojzija Remca. Drama je štiridejanska komedija, po obliki je verižna.

## Osebe
Berta, bogata posestnica. Janez, njen veliki hlapec. Roza, njena služkinja. Tone, Bertin hlapec, Rozin fant. Andrej Krševan, filozof, nadporočnik.  Ošaben, lesni trgovec. Ferlič, narednik. Weiss, trgovski agent. Soklič, železničar. Javornik, učitelj in posestnik. Orehek, stražmojster, kasneje detektiv. Katina, vedeževalka.

## Obnova
1. dejanje: Berta se vrne s potovanja, v svojem stanovanju najde Krševana, ki je bil na poti z razpadle fronte prespal v hiši; v dijaških letih je bil njen oboževalec. Zdaj je Berta bogata, trdo in brezobzirno ravna z ljudmi, vsepovsod je razpredla svoje mreže. Tudi Krševanu prigovarja, naj se okoristi z razpadom vojske in ji proda vojaški les. A Krševan je pošten, zadevo preda pooblaščenemu naredniku Ferliču. Berta je zaprepaščena, ni še srečala človeka, ki bi tako zlahka spustil denar iz rok. Zaljubi se v Krševana, pa tudi on podleže njenim čarom.
2. dejanje: Na sveti večer Berta gosti svoje sodelavce in kompanjone. Vsi so zapleteni v sumljive posle, vsi skušajo izpodrinit drug drugega in se prilizujejo Berti. Ona jih drži na vrvici, s podkupninami, provizijami itn. jih korumpira, da ji zvesto služijo, in je zmeraj prva pri poslu. Krševanu so zavist, pohlepnost, hinavščina družbe odvratni, vse se mu zdi ponarejeno; pa je danes sveti večer in bi morala vladati tišina in mir ob jaslicah ... Tudi poštenemu Janezu je dovolj, goste požene iz hiše, Krševan pa Berti pove, da bo odšel. Berta, ki ga noče izgubiti, ga prosi, naj bo njen učitelj: pustila bo svojo službo, kupčije, ne bo več mislila na denar, potovala bosta, pomagala siromakom, učil jo bo vsega lepega in dobrega ... Krševan jo objame: bo to res njun božični večer?
3.dejanje: Krševan od Roze izve, da so njenega Toneta zaprli, ker je opravljal tihotapske posle za Berto. Tudi njeni družabniki so spet tu, njej gredo po glavi le frizure in obleke, kultura o kateri poučuje Andrej, ji vzbuja odpor. Krševan ji oponese, da je kot čarovnica Kirke, ki ljudi spreminja v svinje, sam se počuti ujet v zlato kletko. – Prihiti Weiss. Za petami mu je Orehek, ki upravičeno sumi, da Weiss tihotapi denar. Berta izrabi Weissovo stisko, denar mu odkupi za tretjino vrednosti, Orehka, ki hoče preiskati njeno hišo, pa spomni na njegovo korupcijo. Detektiv v zadregi odneha in odide, Berta pa izroči Andreju pismo, ki ga je zanj prek meje prinesel Soklič. Ko Andrej pismo prebere, zahrepeni po domu in po skromni, čisti učiteljici, ki ga čaka. Berta se ne bo nikoli spremenila, brez kupčij in denarja ne more živeti, take pa on ne more ljubiti, odšel bo ... Berta ga roti, naj ostane, joče, nazadnje se onesvesti.
4. dejanje: Berta s svojimi kompanjoni praznuje god, med goste pride tudi Orehek, ki išče Toneta, ta je pred nekaj dnevi pobegnil iz ječe. Berta je obupana, ovadila je bila Krševana zaradi kupčije z lesom, da bi ga privezala nase, zdaj pa se zaveda, da je ljubimca dokončno izgubila. Vda se veseljačenju, gosti jo slavijo kot boginjo, Krševan pa ji v slovo še enkrat pove, da so okrog nje svinje, ki si niti ne želijo več postati ljudje. Odide, med zbegane goste pa vdre Tone s pištolo: zaradi Bertinega pohlepa je postal izobčenec, zdaj je prišel po Rozo in po svoj zaslužek, pobegniti namerava v Ameriko. Berta mu brez ogovora izroči denar, Tone se poslovi le od Janeza, ki mu je prijatelj in z Rozo izgine. Gostje, ki so se izkazali za strahopetce, se porazgubijo, Janez za njimi na stežaj odpre okna: naj se razkadi smrad, v tej hiši ni več človeka!  Berta na smrt utrujena zdrkne v Janezove roke in on jo kakor otroka nese spat.